# Federazione Lavoratori Metalmeccanici
La Federazione Lavoratori Metalmeccanici (FLM) è il nome con cui agli inizi degli anni settanta si unirono la FIOM, la FIM e la UILM, le federazioni sindacali dei lavoratori metalmeccanici aderenti, rispettivamente, alle confederazioni CGIL, CISL e UIL. L'unione avvenne nell'ambito di quella confederale, ovvero la Federazione CGIL, CISL, UIL, di cui fu la più riuscita integrazione a livello categoria.

## Storia
L'unificazione non fu mai organica, ma, almeno negli anni Settanta, fu qualcosa di più di un semplice patto di unità di azione. In un certo senso, la FLM, di fronte alle esitazioni e agli arresti del processo unitario a livello confederale, ebbe l'ambizione di rappresentare la punta avanzata e uno stimolo verso un più elevato grado di unità sindacale.
Quando nacque formalmente nel 1973, la FLM era già una realtà che si era costruita negli anni Sessanta attraverso memorabili lotte e conquiste sindacali, culminate nell'autunno caldo del 1969. La FLM esercitò negli anni Settanta una certa egemonia su tutto il movimento sindacale e fu anche in grado di incidere sugli equilibri politici. Nel dicembre 1977, contro il parere delle confederazioni e dello stesso PCI (che appoggiava dall'esterno il governo), la FLM organizzò un'enorme manifestazione a Roma, che contribuì alla crisi del governo Andreotti III.
Con gli anni Ottanta, tuttavia, i rapporti unitari si fecero sempre più labili e la FLM entrò in crisi: nel 1983 le diverse confederazioni firmarono il contratto nazionale, ma con motivazioni separate; nel febbraio 1984 si ebbe la rottura per il decreto sulla scala mobile (il cosiddetto "decreto di San Valentino", 14 febbraio).. La sigla FLM sopravvisse per qualche tempo, soprattutto a livello di attività internazionale. Ma, alla fine, la separazione si consumò e FIM, FIOM e UILM si accontentarono di una semplice unità d'azione, non di rado interrotta da rotture su questioni non marginali.
La sede delle tre sigle metalmeccaniche è rimasta nello stesso edificio di Corso Trieste, a Roma, anche dopo la dissoluzione della FLM.